# I Really Love You
I Really Love You  (englisch für „Ich liebe Dich wirklich“) ist ein Lied von den The Stereos, das diese im Juli 1961 als Single A-Seite veröffentlichten. George Harrison veröffentlichte das Lied 1983 ebenfalls als Single.

## Hintergrund
The Stereos waren eine schwarze Vokalgruppe aus Steubenville, Ohio, die 1955 als Doo-Wop-Gruppe unter dem Gruppennamen The Buckeyes begannen. The Stereos nahmen 1959 Leroy Swearingen als Bandmitglied auf, der das Lied I Really Love You komponierte, aber zur Zeit der Aufnahme nicht mehr Mitglied der Gruppe war. I Really Love You erreichte Platz 29 der Billboard Hot 100. Das Lied enthält die Perkussion-Klänge von Menschen, die im Rhythmus marschieren.
Im Februar 1983 veröffentlichte George Harrison ebenfalls I Really Love You als Single, diese blieb aber kommerziell erfolglos. Bei der Harrison-Version ist der Gesang von William Greene prominent im Vordergrund zu hören. George Harrison sagte über das Lied: „Wenn du dich an diesen Song erinnerst, dann kann ich dir sagen, dass die Beatles einen Song geschrieben haben, von dem ich denke, dass er eigentlich ähnlich war, ein bisschen anders als dieser. Es war ein Song, den John schrieb und den ich auf dem allerersten Beatle-Album sang, namens Do You Want to Know a Secret. Wenn man das mit dem Song vergleicht, der sich auf Troppo befindet, dann ist das die zweite Runde, in der 'Secret' vorkam. Es ist ein lustiger Titel.“
Harrison weigerte sich allerdings, ein Musikvideo für I Really Love You zu drehen, was 1983 für Musikkünstler ein Standard war, um eine Single zu bewerben. Auch weitere Promotionarbeiten führte Harrison nicht aus.

## Aufnahme
Die Aufnahme der The Stereos von I Really Love You erfolgte am 26. April 1961 in den Regency Studios, Produzenten des Liedes war Bert Keyes.
Besetzung:
- Ronnie Collins: Bass und Lead-Gesang
- Bruce Robinson: Gesang
- Nathaniel Hicks: Tenor Gesang
- Sam Profit: Tenor Gesang
- George Otis: Bariton Gesang
- Unbekannte Musiker

Die Harrison -Aufnahmen für I Really Love You fanden zwischen 5. Mai 1982 und 27. August 1982 in George Harrisons eigenem Friar Park Studio, Henley on Thames (F.P.S.H.O.T.), Oxfordshire statt. Ausführende Produzenten des Liedes waren George Harrison, Ray Cooper und Philipp McDonald. Toningenieur war ebenfalls Philipp McDonald.
Besetzung:
- William „Bill“ Greene: Bass-Gesang
- George Harrison: Gesang
- Bobby King: Gesang
- Pico Pena: Gesang
- Mike Moran: Keyboard, Klavier
- Herbie Flowers: E-Bass
- Henry Spinetti: Schlagzeug
- Ray Cooper: Glockenspiel, Fußstampfen

## Veröffentlichung
- Im Juli 1961 wurde in den USA die Single I Really Love You / Please Come Back To Me von den The Stereos veröffentlicht.[3] Die Single erschien auch in Deutschland, Großbritannien sowie weiteren Ländern.[4]
- Am 8. November 1982 wurde in den USA und am 5. November 1982 in Großbritannien das Album Gone Troppo veröffentlicht, auf dem sich I Really Love You befindet.
- Die George Harrison-Single I Really Love You / Circles erschien am 7. Februar 1983 in den USA[5] und Deutschland/Niederlande,[6] in Großbritannien wurde sie nicht veröffentlicht. Die Promotionsingle wurde in den USA wie folgt veröffentlicht: auf der A-Seite befindet sich die Mono-Version und auf der B-Seite die Stereo-Version der A-Seite der Kaufsingle.[7]

## Coverversionen
Es gibt weitere vier bekannten Coverversionen von I Really Love You.